# Diphasia heurteli
Diphasia heurteli is een hydroïdpoliep uit de familie Sertulariidae. De poliep komt uit het geslacht Diphasia. Diphasia heurteli werd in 1924 voor het eerst wetenschappelijk beschreven door Billard. 